# 前田雅英
前田 雅英（まえだ まさひで、1949年〈昭和24年〉7月23日 - ）は、日本の刑法学者。東京都立大学名誉教授。

## 人物
司法試験委員を長年務め、東京大学出版会から出版された著書 『刑法総論講義』及び『刑法各論講義』は、旧司法試験受験生のバイブルとなりつつあった他、「前田説」と呼ばれるその刑法理論は、実務にも多くの影響を与えうるものであった。近年は刑事訴訟の分野についての研究も進め、実務家をも意識した共著『刑事訴訟法講義』を上梓した。

## 学説
前田によれば、刑法とはもやもやとした風潮的なものが法律という形で固まっているものである。
助教授時代の論文『可罰的違法性論の研究』が出世作である。同書は、1,400件の裁判例を検討して「佐伯千仭が提唱して藤木英雄が発展させた可罰的違法性の概念は曖昧である」と批判し、構成要件該当行為とは、処罰に値する程度のものに限定されるべきであり、実質的違法性も可罰性判断と不可分であるとして、「可罰的違法性」という概念をわざわざ用いる必要性はないと主張した。
前田は、結果無価値論の立場から、法益侵害が軽微であるがゆえに犯罪が成立しない場合を絶対的軽微型、他の法益との比較衡量によって犯罪の成立が否定される場合を相対的軽微型と二つの類型に分けた。絶対的軽微型において、従来は形式的に判断されるものとされていた構成要件を実質的に縮小解釈し、「処罰に値する程度の結果」が発生していないとして端的に構成要件該当性を否定した。相対的軽微型において、従来は可罰的違法性論によって超法規的違法性阻却事由とされてきた理論構成を否定し、端的に刑法35条によって違法性を阻却するとすれば足りるとした。
前田説は理論上は可罰的違法性論不要説であるが、採用する判断枠組みの実質は可罰的違法性論そのものである。そのため、前田は藤木と同様に実質的犯罪論者とみなされた。しかし、後に、藤木が提唱した「社会相当性」という枠組みを超え、国民の「規範意識」に基づく政策的判断と結論の具体的妥当性を重視する「実質的犯罪論」を展開した。
前田の刑法学説の基本的立場は、平野龍一と同じく結果無価値論に立脚するが、国民の「規範意識」と結論の具体的妥当性を重視する「実質的犯罪論」の立場から理論を修正して、未遂犯と不能犯の区別において客観説をとりつつ、その判断時を行為時とするなど、行為無価値論に近い結論に至ることが多い。
刑法各論においても、罪刑法定主義から導かれる法的安定性を図りつつも、国民の利益を守るためには、現実の現代社会の犯罪現象を踏まえ、処罰すべき行為は処罰して具体的妥当性を図る必要があるとして、判例・実務を重視した解釈態度を基本としている。
判例を、「裁判所がその時期の『国民の「規範意識」』をすくい上げたもの」と捉えており、実務の結論を基本的に尊重し、結論の妥当性より理論の整合性を重視して判例と対立してきた前世代の刑法学者とは一線を画する。裁判員裁判制度は、うまく機能すれば国民の規範意識を法理論に反映しうるものとして、積極的に評価する。また、『国民の「規範意識」』は各国ごとに差異があると捉えており、ドイツ法理論で日本の法学を議論することや、レーガン大統領暗殺未遂事件を受けて、アメリカの多くの州で責任能力の抗弁を制限したことを安易に批判することについては、批判的である。

## 刑事政策論
刑事政策における犯罪抑止という観点から社会的な規範意識、また規範意識を醸成するための教育や躾の重要性を唱えている。
少年犯罪に関しては、戦後1990年代にいたるまで深刻化（増加・凶悪化）していると指摘し、厳罰化を主張している。また、2002年までは治安が悪化し、その主要因は少年犯罪と外国人犯罪であったとした。。これらの主張の根拠となるのは戦後日本の犯罪統計を中心とする社会統計の分析である。少年犯罪においては、例えば強盗検挙人員に占める少年の割合の上昇を根拠に強盗事件の増加に少年が大きく関与していると主張していた。
また、外国人犯罪については、平成13年の通常第一審裁判所の被告人82万8685人中、9,594人が外国人であり、「一一・六%は外国人被告人なのである(原文ママ)」と指摘し、その影響力の大きさを指摘している。
しかし、2002年以降、刑事関係者の努力により、治安状況は回復したとする。。
しかし、その手法と解釈については評価が分かれている。特に統計処理について検挙率補正による少年犯罪検挙人員率や推定犯罪率という独自の手法で算出した値を根拠に自説を展開する点については批判が多い。
一部の犯罪学者の間では、治安の悪化は統計のマジックであるとの主張もあるが
、前田はこれらについて、強盗を例にとり、「そういう捏造論者の人たちも、強盗がふえているということは否定できないんですね。これはもう厳然たる事実として、平成元年には強盗は千五百件だったんですね。平成十年は七千六百件なんですね。これは大変なふえ方なんですよ。どうやって警察が強盗の事件をでっち上げるのか。検事に全部送らなきゃいけない。裁判所に行くんですよ。ということは、検察と裁判所までぐるになって強盗の数字を書きかえているのか。これはあり得ないことですね。」「そういう言い方をすると、強盗はここ十年で一八％増、これをどう見るかというのは難しい評価だと思いますね。ただ、一八％というのも、二割ふえるというのも重大なことといえば重大なことという評価もあり得る。」と反論している。
刑法学あるいは刑事政策としての前田説において、重要な位置を占めている概念が規範意識である。ただし、前田の主張によると、規範意識の内容は絶対不変のものではなく、時代や社会状況によって変化しうるとされており、その細則は定められていない。それよりも、前田説で重要視されているのは規範意識の強弱であり、規範意識が弱くなった社会状況においては、個人が必ずしも自由な選択権を有しているとは限らず、かえって不安定な精神状況に陥ることによって、犯罪行為にはしりやすくなる危険性を憂慮している点に特徴がある。

## エピソード
母親想いである。脳梗塞で倒れた母親を長らく介護している。そのため原則旅行をせず、学会の日以外はどんな仕事でも家を空けず、鹿児島の結婚式に呼ばれても、飛行機で行って帰ってくるほどである。「マザコンであるということは否定しません。」と述べている
。
警察庁主催の総合セキュリティ対策会議に関して、「通信の秘密とか憲法上の権利というのは絶対不可侵で、比較考量ができないみたいな議論になるんです。」「私は一貫してログの保存ということを強調して、その人たちから嫌われているんです（笑）。」と事実に基づかない発言をし、同会議の出席者であった落合洋司弁護士から「まったく、とんでもない奴と言うしかありません。」と評されている
。
2009年7月9日の青少年問題協議会専門部会会議では、衆議院法務委員会に参考人出席した際の見聞を歪曲して報告、発言者の保坂展人から“全く事実に反する”とブログで批判されている。
委員を務めていた中央社会保険医療協議会（中医協）では2004年に発生した福島県立大野病院事件において医師の責任が否定され無罪となった判決（一審で確定）について「大野病院事件の判決は、法律家の間では重視されない。一審判決でしかない。地裁の判断でしかない。法律の世界はそこが非常に厳しくて、原則として最高裁（の判決）でなければ判例とは言わない」と説明した。
政府が2009年2月に前田の中医協委員再任を国会同意人事に諮った際には、野党側が「医療関係者を萎縮させる発言が目立つ」、「医療問題全般を議論するのにバランス感覚の点で適格性を欠く」、「欠席回数が最も多い」として再任に反対したことから参議院で再任案が否決され、中医協の公益委員として初めてとなる同意不成立となったが、患者団体の一部からはこの再任不同意を批判する意見も出された。

## 略歴

### 学歴
- 1962年4月　東京教育大学附属中学校（現・筑波大学附属中学校）入学
- 1968年3月　東京教育大学附属高等学校（現・筑波大学附属高等学校）卒業
- 1968年4月　東京大学文科一類入学
- 1972年3月　東京大学法学部卒業

### 職歴
- 1972年4月　東京大学法学部助手（指導教授平野龍一）
- 1975年9月　東京都立大学法学部助教授
- 1988年7月　東京都立大学法学部教授
- 2003年4月　東京都立大学法学部長・大学院社会科学研究科研究科長
- 2005年4月　首都大学東京都市教養学部長・大学院社会科学研究科長
- 2015年4月　日本大学大学院法務研究科教授

### 学外における役職
- 内閣情報セキュリティ政策会議委員(現在)
- 警察政策学会会長(現在)
- 法と精神医療学会理事長(現在)
- 日本刑法学会理事
- 司法試験考査委員
- 国家公務委員総合職試験専門試験委員
- 法務省政策評価委員
- 法務省契約監視会議委員
- 中医協公益委員
- 中教審専門委員
- 警察庁「捜査手法、取調べの高度化を図るための研究会」座長
- 警察庁総合セキュリティ対策会議委員長
- カード犯罪総合対策検討委員会委員長
- 最高裁判所一般規則制定諮問委員
- 出入国管理政策懇談会委員
- 厚生労働省「診療行為に関連した死亡に係る死因究明などのあり方に関する検討会」座長
- 厚生労働省「安心と希望の介護ビジョン」座長
- 厚生労働省「地域包括ケア研究会部会長」
- 財団法人警察育英会理事
- 財団法人警察大学校学友会理事
- 日本相撲協会「ガバナンスの整備に関する独立委員会委員等を歴任。

## 著書
- 『可罰的違法性論の研究』（東京大学出版会、1982年）
- 『刑法総論講義』（東京大学出版会、初版1988年、7版2019年）
- 『刑法各論講義』（東京大学出版会、初版1989年、7版2020年）
- 『現代社会と実質的犯罪論』（東京大学出版会、1992年）
- 『Lesson刑法37』（立花書房、1997年）
- 『少年犯罪』（東京大学出版会、2000年）
- 『条解刑法』（弘文堂、初版2002年、4版2020年）
- 『日本の治安は再生できるか』（ちくま新書、2003年）
- 『裁判員のための刑事法入門』（東大出版会、2009年）
- 『刑事訴訟実務の基礎』（弘文堂、初版2010年、2版2013年）
- 『警察官のための刑事法要論』（立花書房、2010年）
- 『分かりやすい刑法』（立花書房、2012年）
- 『司法試験論文過去問LIVE解説講義本前田雅英刑法 平成18年～平成25年』(新Professorシリーズ) 辰已法律研究所, 2013.12
- 『ハンドブック刑事法 罪と罰の現在』東京法令出版, 2014.2
- 『刑事法最新判例分析』弘文堂, 2014.4
- 『法の奥底にあるもの ゆく川の流れは絶えずして万事塞翁馬』羽鳥書店, 2015.11
- 『刑事法の要点』東京法令出版, 2017.10
- 『刑事法判例の最前線』東京法令出版, 2019.7

### 共著編
- 『刑法から日本をみる』（東京大学出版会、1997年）藤森研との共著
- 『刑事訴訟法講義』（東京大学出版会、初版2004年、6版2018年）池田修との共著
- 『最新刑法判例250[第12版]』（弘文堂、2020年）星周一郎との共著
- 『エキサイティング刑法総論』大谷實との共著（有斐閣、1999年）
- 『エキサイティング刑法各論』大谷實共著（有斐閣、2000年）
- 『ケースブック刑法』笠井治共編（弘文堂、初版2007年、2版2008年、3版2010年、4版2012年）
- 『ケースブック刑事訴訟法』笠井治共編（弘文堂、初版2007年、2版2008年、3版2012年）
- 『刑事訴訟実務の基礎』編,青木英憲,藤井俊郎,丸山哲巳,峰ひろみ著. 弘文堂, 2010.3
- 『刑事訴訟法判例ノート』（弘文堂、初版2012年、3版2021年）星周一郎と共著
- 『園部逸夫オーラル・ヒストリー タテ社会をヨコに生きて』御厨貴編, 玉井克哉,苅部直と聞き手. 法律文化社, 2013.7
- 『現代危機管理論 現代の危機の諸相と対策』編集代表, 公共政策調査会 編. 立花書房, 2017.6

## 門下生
- 木村光江
- 峰ひろみ
- 星周一郎
- 亀井源太郎
- 堀田周吾
- 丸橋昌太郎